# Orgel van de Sint-Matthiaskerk in Maastricht

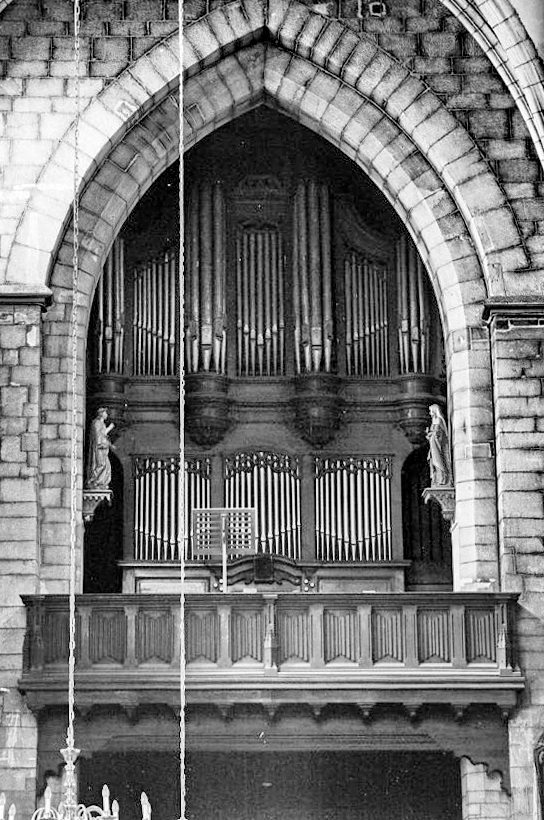
Orgel voor restauratie, 1984

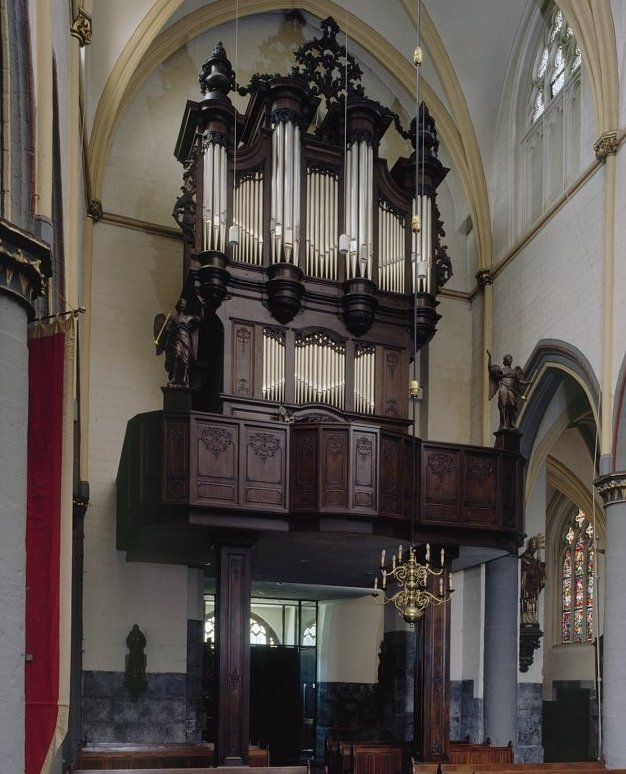
Orgel na restauratie, 1999

De Sint-Matthiaskerk te Maastricht beschikt over een groot 3-manuaals kerkorgel. Het orgel stamt uit 1808 en is oorspronkelijk gebouwd door de Maastrichtse orgelbouwer Joseph Binvignat.
Het orgel werd in 1990 gerestaureerd door de firma Flentrop uit Zaandam. Voor de restauratie stond het in een nis achter in de kerk. Na de restauratie werd het op een oksaal geplaatst.
De dispositie van het orgel luidt als volgt:
| I Positief C–        |       |
| Bourdon              | 8′    |
| Prestant             | 4′    |
| Fluyt                | 4′    |
| Nazard               | 2/3′  |
| Doublette            | 2′    |
| Tierce               | 13/5′ |
| Mixtuur III          |       |
| Cornet (discant) III |       |
| Cromhorn (bas)       | 8′    |
| Hautbois (discant)   | 8′    |

| II Grand Orgue C–   |       |
| Bourdon             | 16′   |
| Montre              | 8′    |
| Bourdon             | 8′    |
| Prestant            | 4′    |
| Fluyt               | 4′    |
| Violine de Gamme    | 4′    |
| Nazard              | 2/3′  |
| Doublette           | 2′    |
| Tierce              | 13/5′ |
| Fourniture IV       |       |
| Cymballe II         |       |
| Sesquialter II      |       |
| Cornet (discant) V  |       |
| Trompette (bas)     | 8′    |
| Trompette (discant) | 8′    |
| Clairon             | 4′    |
| Vox humana          | 8′    |

| III Echo C– |    |
| Bourdon     | 8′ |
| Prestant    | 4′ |
| Cornet III  |    |
| Cromhorn    | 8′ |

| Pédale C– |     |
| Montre    | 16′ |
| Flûte     | 8′  |
| Bombarde  | 16′ |
| Trompette | 8′  |
| Clairon   | 4′  |